# Apocalyptica
Apocalyptica je finská hudební skupina, jejíž zvláštností je interpretace původně heavy metalových skladeb osobitým způsobem aranžovaných pro violoncello. Skupina je složena ze tří (původně čtyř) klasických violoncellistů; kromě heavy metalu hraje též klasickou hudbu.
Skupina získala věhlas adaptacemi skladeb skupin Metallica a Sepultura. Později však vytvořili i svoje originální díla (tři skladby na albu Inquisition Symphony, většina vlastních skladeb počínaje albem Cult), na kterých je stále znatelný vliv heavy metalu. S albem Reflections se ale mírně vzdálili od svého původního cello metalu.

## Členové skupiny

### Současní
- Eicca Toppinen (Eino Toppinen) – cello
- Paavo Lötjönen – cello
- Perttu Kivilaakso – cello
- Mikko Sirén – bicí, někdy cello (viz skladba "Beautiful") (také členem skupiny Megaphone a Emigrate )

Občas se k nim připojí i dřívější člen skupiny Antero Manninen (vizte níže).

### Dřívější
- Antero Manninen (nyní hraje ve finském Tahu Symphony Orchestra)
- Max Lilja (nyní hraje ve finských skupinách Hevein , Tarja)

## Cover-verze skladatelů a skupin
- Hlavně Metallica, ale také:
- Edvard Grieg
- Pantera
- Rammstein
- Sepultura
- Slayer
- Faith No More
- David Bowie
- Led Zeppelin
- Nirvana

## Spolupráce
- Amon Amarth (na skladbě "Live For The Kill" z alba "Twilight Of The Thunder God")
- Sandra Nasic (Guano Apes)
- Cristina Scabbia (Lacuna Coil)
- Dave Lombardo (Slayer)
- Adam Gontier (Three Days Grace)
- Corey Taylor (Slipknot, Stone Sour)
- Emmanuelle Monet, aka Manu (Dolly)
- Lauri Ylönen (The Rasmus)
- Linda Sundblad (Lambretta)
- Marta Jandová (Die Happy)
- Matt Tuck (Bullet for My Valentine)
- Matthias Sayer (Farmer Boys)
- Max Cavalera (Soulfly)
- Nina Hagen
- Till Lindemann (Rammstein)
- Tomoyasu Hotei
- Ville Valo (HIM)
- Rammstein (Benzin)
- Sebnem Ferah
- Sepultura
- Tool
- Lacey Sturm (Flyleaf)
- Franky Perez ( Scars on Broadway, DKFXP)
- Sabaton

## Diskografie

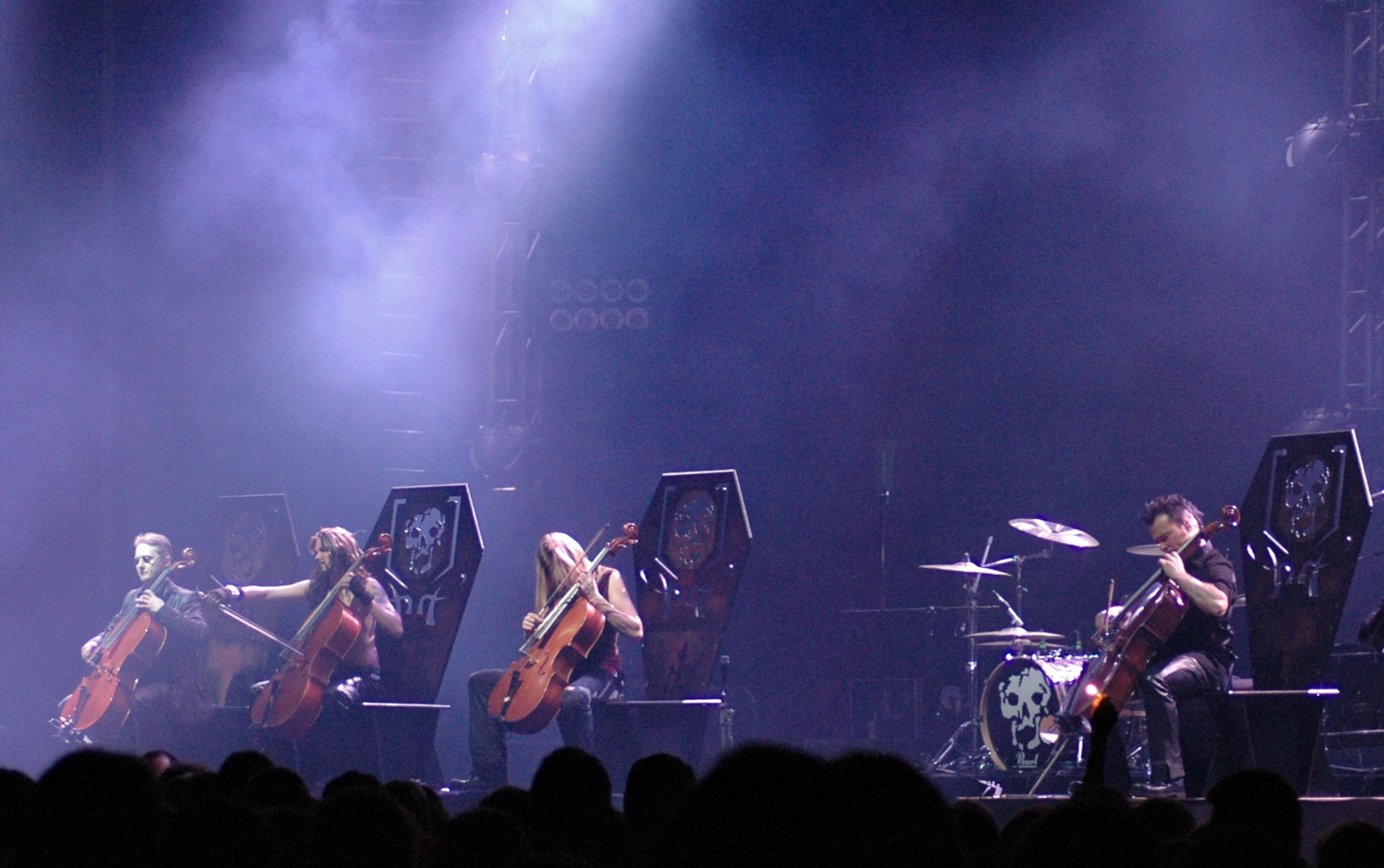
Apocalyptica v roce 2005 na festivalu Metalmania v Polsku

### Studiová alba
- Plays Metallica by Four Cellos (1996)
- Inquisition Symphony (1998)
- Cult (2000) / Cult Special Edition (2001)
- Reflections (2003) / Reflections Revised (2003)
- Apocalyptica (2005)
- Worlds Collide (2007)
- 7th Symphony (2010)
- Shadowmaker (2015)
- Cell-0 (2020)
- Plays Metallica Vol. 2 (2024)

### Live alba
- Live (2001)
- The Life Burns Tour (2006)

### Kompilace
- Best of Apocalyptica (2002)
- Amplified: A Decade of Reinventing the Cello (2006)

### Singly
- Apocalyptica (1996)
- Harmageddon (1998)
- Path Vol. 2 (feat. Sandra Nasic) (2001)
- Hope Vol. 2 (feat. Matthias Sayer) (2002)
- Faraway Vol. 2 (feat. Linda Sundblad) (2003)
- Seemann (feat. Nina Hagen) (2003)
- Bittersweet (feat. Ville Valo & Lauri Ylönen) (2004)
- Wie Weit/How Far/En Vie (feat. Marta Jandová et Manu) (2005)
- Life Burns! (feat. Lauri Ylönen) (2005)
- Repressed (feat. Max Cavalera & Matt Tuck) (2006)
- I'm Not Jesus (feat. Corey Taylor) (2007)
- S.O.S. (Anything But Love) (feat. Cristina Scabbia) (2008)
- I Don't Care (feat. Adam Gontier) (2008)
- End of Me (2010)
- Broken Pieces (2010)
- Not Strong Enough (2010)
- Cold Blood (2015)
- Sin In Justice (2015)
- Me melkein kuoltiin" (feat. Sanni & Tippa) (2019)
- Rise (2019)
- En Route To Mayhem (2019)
- Ei Vaihtoehtoo (feat. Paleface) (2021)
- I’ll Get Through It (feat. Franky Perez & Geezer Butler) (2022)

## Drobnosti
V kruhu fanoušků se jména členů skupiny často skrývají pod následujícími přezdívkami:
- Eicca

Mr. Tease, The Farmer, Mr. Tractor, Barbie Face, Eicca-Barbie
- Paavo

The Incredible Paavo, The Uncrunchable One, Mr. Green
- Perttu

Mr. Pee, Pretty Pouty Perttu, Pera, Pertsa, Perttu-Elessar, The Beast, Mr. Exclamation Mark, The Fainty One, Rainbow Perttu, Perttula, Perttichou, Petty
- Antero

Mr.Megaco^ol, O^O, The Baron of Pukkila, Mr. Freeze, The Cod, Mystery Manninen
- Max

The Troll, Mr. Techno

## Předvolební spot Národní strany
Píseň Path z alba Cult byla bez souhlasu a proti vůli autorů použita v kontroverzním předvolebním spotu české ultrapravicové Národní strany ve volbách do Evropského parlamentu v roce 2009. Skupina Apocalyptica se proti tomu brzy ohradila s vyjádřením, že skupina otevřeně vystupuje proti rasismu a diskriminaci národnostních menšin a podporuje sjednocenou Evropu, čímž se zásadně rozchází s politickými požadavky Národní strany. Skupina dále uvedla, že na politickou stranu podá právě kvůli neoprávněnému využití jejich hudby žalobu. Z důvodů porušení autorských práv později Česká televize spot, silně kritizovaný pro vyjadřování rasistických názorů ohledně romského etnika, stáhla z vysílání. 

## Koncerty v Česku
2. 12. 2000 – Praha, Palác Akropolis
3. 12. 2000 – Praha, Divadlo Archa
5. 7. – 7. 7. 2001 – Rock for People 2001
13. 7. – 16. 7. 2006 – Masters of Rock 2006
10. 7. – 13. 7. 2008 – Masters of Rock 2008
20. 4. 2009 – Praha, Incheba Arena
1. července 2011 od 20 hodin na zámku Sychrov
29. 6. 2012 – Basinfirefest 2012
10. 10. 2015 – Praha, Forum Karlín
14. 7. 2016 – Masters of Rock 2016
11. 2. 2017 a 12. 2. 2017 – Praha, Forum Karlín
17. 8. 2019 – Rock Heart (Moravský Krumlov)
26. 1. 2020 – Praha, O2 arena (společně se Sabaton)
24. 3. 2023 – Brno, Hala Vodova (společně s Wheel a Epica)